# Camillo Caetani
Camillo Caetani o Gaetano (Sermoneta, 1552 – Roma, 5 o 6 agosto 1602) è stato un patriarca cattolico, diplomatico e nobile italiano, legato pontificio in diverse capitali europee durante la prima Controriforma.

## Biografia

### Primi anni di vita
Camillo Caetani era il terzo figlio di Bonifacio Caetani e Caterina Pio di Savoia. Era destinato a una carriera nella Chiesa cattolica e prese gli ordini sacri nel 1562. Nel 1573 conseguì a Perugia la laurea in Diritto civile e canonico. Negli anni successivi visse in residenze della famiglia a Roma, occupandosi di affari personali e familiari. Fu nominato abate commendatario di San Vincenzo al Volturno il 23 aprile 1573 dopo che il beneficio fu ceduto dallo zio cardinale Niccolò Caetani. Fu nominato priore dell'abbazia di Valvisciolo e subito dopo papa Gregorio XIII gli concesse numerosi altri benefici tra cui l'abbazia cistercense di Santa Maria degli Angeli a Faenza. Nel 1580 divenne priore di Sant'Andrea a Torino, e il 13 maggio 1587, del monastero basiliano di Santa Maria di Pattano a Capaccio. Il 22 agosto 1588 fu nominato Patriarca latino di Alessandria. Il 28 agosto dello stesso anno fu ordinato patriarca dal cardinale Scipione Gonzaga nella Chiesa di Santa Maria del Popolo a Roma.

### Missione a Parigi
Nell'autunno del 1589 Camillo fece il suo debutto sulla scena politica quando accompagnò il fratello cardinale Enrico Caetani in Francia, dove era stato nominato cardinale legato. Questa missione fu assegnata da papa Sisto V per sollecitare la Casa di Guisa, a capo della Lega cattolica, e Carlo IX, che era stato proclamato re dopo l'assassinio di Enrico III, a proseguire la lotta contro gli Ugonotti e impedire l'ascesa di Enrico di Navarra. Suo fratello lo rimandò presto a Roma per convincere il Papa a concedere sussidi immediati alla Lega cattolica, a dichiarare incondizionatamente che Enrico non poteva essere re e ad offrire la mediazione papale per aiutare a stabilire un'alleanza di tutte le maggiori potenze cattoliche contro i nemici della fede. Caetani partì da Parigi il 3 marzo 1590, e sulla via del ritorno in Italia visitò il duca di Nevers, che si tenne lontano dalle attività della Lega cattolica e alla fine giurò fedeltà a Enrico IV.
Arrivato a Roma il 4 aprile, Caetani trovò Sisto V preoccupato di come evitare che la Spagna aumentasse la propria influenza in Italia e nel resto d'Europa, e quindi molto meno entusiasta di prima di sostenere una strategia che rischiava di estendere la sua egemonia sulla Francia. Allo stesso tempo, il Papa non volle adottare alcuna linea di condotta che potesse precludere un eventuale accordo con Enrico di Navarra, se fosse diventato re di Francia. Nonostante le ambiguità del papa, il cardinale Enrico Caetani continuò a perseguire a Parigi una politica priva di compromessi, sostenendo e finanziando apertamente la Casa di Guisa e la Lega cattolica. Il rammarico del Papa per questa disobbedienza fu notificato sia allo stesso cardinale, che si ritrovò sospesi tutti i finanziamenti alla sua missione dal Vaticano, sia a Camillo, che fu posto agli arresti domiciliari il 3 giugno 1590 per tre settimane e con l'interdizione dall'attività politica. Fu riabilitato solo dopo che il filo-spagnolo Gregorio XIV divenne Papa, il quale poi lo nominò nunzio alla corte imperiale di Vienna il 22 aprile 1591.

### Missione a Praga
Caetani lasciò Roma ai primi di maggio, portando con sé il nipote Gregorio. Si fermò a Innsbruck e a Monaco per incontri diplomatici, poi a Vienna ebbe colloqui con gli arciduchi Ernesto e Mattia. Arrivò a Praga (all'epoca capitale imperiale) il 20 giugno e il 23 giugno ebbe la sua prima udienza con l'imperatore Rodolfo II. Rodolfo era incline a essere flessibile e pragmatico con i suoi sudditi protestanti, nell'interesse di mantenere l'integrità dell'Impero, ed era quindi riluttante ad adottare il tipo di linea ferma per cui premeva il Vaticano. Durante la sua nunziatura, durata poco più di un anno, Caetani cercò di lavorare contro l'avanzamento del protestantesimo nell'Impero, ad esempio, opponendosi alla nomina di un amministratore protestante al principato-vescovado di Osnabrück e alle mire dei luterani nel ducato di Brunswick-Lüneburg. Nelle terre ereditarie asburgiche, Caetani sollecitò l'imperatore a scegliere un arcivescovo per la sede vacante di Praga, a fissare altre nomine in Ungheria e ad attuare le numerose riforme concordate al Concilio di Trento. Seguendo la linea di papa Gregorio XIV nel conflitto sulla successione francese, cercò di impedire il sollevamento di truppe per Enrico di Navarra mentre cercava l'appoggio imperiale per il reclutamento di soldati per la Spagna. Durante il breve pontificato di Innocenzo IX, Caetani chiese di essere trasferito in Spagna; Clemente VIII assecondò il suo desiderio: rassegnò le dimissioni il 14 maggio 1592 e gli fu permesso di lasciare Praga il 10 luglio 1592 e tornare a Roma alla fine di agosto.

### Missione a Madrid
Per tradizione familiare i Caetani avevano simpatie politiche per la Spagna, quindi la nomina di Camillo a nunzio a Madrid il 1º o il 20 settembre 1592 fu molto gradita. Arrivò a Barcellona il 13 gennaio 1593 e raggiunse Madrid il 9 febbraio, accompagnato dai nipoti Gregorio e Benedetto (entrambi sarebbero morti in Spagna) e ebbe la sua prima udienza con Filippo II cinque giorni più tardi. Caetani riferì che "Sebbene il re sia vecchio e costantemente malato... vuole essere coinvolto in tutte le questioni d'affari [e] consulta poche persone prima di intraprendere affari prolungati, difficili e pericolosi". Negli ultimi anni del regno di Filippo, Caetani era l'unico diplomatico che ancora riceveva udienze personali con il re.
A Madrid, i compiti principali di Caetani erano di garantire che le riforme tridentine fossero attuate e che i privilegi del clero fossero preservati. Incoraggiò anche Filippo a fornire generosi finanziamenti per università, seminari e per coloro che furono colpiti dalla guerra degli ottant'anni. Si adoperò anche di costruire un'alleanza di tutti gli stati cattolici contro l'Impero Ottomano. Caetani fu assistito nella sua missione da due diplomatici papali: Camillo Borghese nel 1594 e Giovanni Francesco Aldobrandini, nipote del papa, nel 1595. I suoi sforzi diplomatici furono minati dal riavvicinamento di papa Clemente VIII con Enrico IV di Francia, che si era convertito al cattolicesimo nel 1593.
Caetani fu anche incaricato di adottare una linea molto cauta con le inclinazioni aggressive della Spagna verso l'Inghilterra. Criticava gli attacchi spagnoli alle navi che trasportavano allume (essenziale per l'industria della stoffa) da Tolfa, vicino a Roma, e alle restrizioni imposte dalla Spagna al movimento del grano dalla Sicilia allo Stato Pontificio. Lavorò anche per garantire il sostegno spagnolo all'incorporazione di Ferrara nello Stato Pontificio. Le sue iniziative di maggior successo furono nel campo della censura attraverso l'Index librorum proibitorum. Nel 1593 ottenne l'arresto e il successivo trasferimento a Roma, di Juan Roa Dávila, autore di Apologia de iuribus principalibus che sosteneva l'autorità del potere secolare negli affari della Chiesa. Tuttavia, non tutte le questioni ecclesiastiche furono risolte facilmente: nel 1594, Madrid annullò la bolla papale De largitione munerum, una delle numerose bolle papali respinte dal governo spagnolo. Allo stesso modo, furono vietati i ricorsi del clero spagnolo alla Rota romana contro le decisioni dei tribunali secolari, e Caetani dovette portare avanti lunghe ed estenuanti controversie per preservare i diritti papali in Spagna, da cui provenivano ingenti entrate - ad esempio, nel caso della ricca eredità del Cardinale di Toledo. Alla fine riuscì a raggiungere un compromesso sulle questioni ecclesiastiche, approvato da Clemente VIII nel 1599.
Già nel 1594 la posizione di Caetani fu seriamente compromessa a seguito di una campagna di accuse orchestrate da circoli spagnoli a Roma e diplomatici papali in Spagna, che lo accusavano di abuso di potere, spese eccessive, trascuratezza dei suoi doveri, accettazione di tangenti e abuso del proprio personale. Non fu però richiamato dall'incarico, anche perché la rivalità tra i nipoti del papa Cinzio Passeri Aldobrandini e Pietro Aldobrandini era così intensa che nessuno dei due poteva essere nominato per succedergli. Sopravvissuto a questa minaccia, Caetani riuscì ad assicurarsi il posto di collettore del diezmo in Spagna e, per un certo periodo, anche in Portogallo. Caetani aveva bisogno di prelevare circa 145000 scudi dalle sue entrate per finanziare la sua nunziatura, poiché i debiti del casato Caetani erano molto pesanti (330000 scudi nel 1592). Queste circostanze finanziarie lo costrinsero a chiedere ripetutamente al tribunale di Madrid pensioni, benefici e uffici per i suoi parenti, e questo a sua volta lo portò ad essere suscettibile agli interessi diplomatici spagnoli. Grazie alla sua amicizia con il duca di Lerma, il prediletto di Filippo III, Caetani riuscì ad assicurare a suo nipote Bonifacio il vescovado di Cassano e l'Ordine del Toson d'Oro per suo nipote Pietro nel 1600. Gli sforzi di Caetani per assicurarsi le sedi arcivescovili prima di Milano e poi di Napoli furono però vani.

### Ultimi anni
Alla morte del fratello cardinale Enrico Caetani nel 1599, Camillo fu richiamato in curia. Si dimise dall'incarico il 24 marzo 1600. Dopo il passaggio di consegne con il suo successore Domenico Ginnasio, Caetani lasciò Madrid all'inizio dell'aprile 1600 e arrivò a Roma all'inizio di giugno. Divenuto il membro più anziano della sua famiglia, si dedicò quasi esclusivamente al suo benessere e al miglioramento delle proprie finanze, trasferendo ai suoi nipoti la quasi totalità della sua pensione e dei suoi benefici. Le sue aspirazioni di diventare cardinale rimasero deluse quando morì a Roma, la notte tra il 5 e il 6 agosto 1602, dopo una breve malattia. Fu sepolto nella cappella di famiglia a Santa Pudenziana. Il suo monumento commemorativo, progettato da Carlo Maderno, fu successivamente adattato per un altro membro della famiglia.

## Genealogia episcopale e successione apostolica
La genealogia episcopale è:
- Cardinale Guillaume d'Estouteville, O.S.B.Clun.
- Papa Sisto IV
- Papa Giulio II
- Cardinale Raffaele Sansoni Riario
- Papa Leone X
- Papa Clemente VII
- Cardinale Antonio Sanseverino, O.S.Io.Hieros.
- Cardinale Giovanni Michele Saraceni
- Papa Pio V
- Cardinale Iñigo Avalos de Aragón, O.S.Iacobi
- Cardinale Scipione Gonzaga
- Patriarca Camillo Caetani

La successione apostolica è:
- Vescovo Martín Garnica (1594)
- Arcivescovo Garcia de Loaysa Giron (1598)

## Ascendenza
|                                                  |                                                |                                            | Genitori                                    |  |  | Nonni |  |  | Bisnonni                                |  |  | Trisnonni                                 |  |
|                                                  |                                                |                                            |                                             |  |  |       |  |  | Guglielmo Caetani, II duca di Sermoneta |  |  | Onorato Caetani, VII signore di Sermoneta |  |
|                                                  |                                                |                                            |                                             |  |  |       |  |  | Guglielmo Caetani, II duca di Sermoneta |  |  | Onorato Caetani, VII signore di Sermoneta |  |
|                                                  |                                                | Caterina Orsini                            |                                             |  |  |       |  |  | Guglielmo Caetani, II duca di Sermoneta |  |  |                                           |  |
| Camillo Caetani, III duca di Sermoneta           |                                                |                                            |                                             |  |  |       |  |  | Guglielmo Caetani, II duca di Sermoneta |  |  |                                           |  |
|                                                  |                                                | Francesca Conti                            | Bruno Conti, conte di Segni                 |  |  |       |  |  |                                         |  |  |                                           |  |
|                                                  |                                                | Francesca Conti                            | Bruno Conti, conte di Segni                 |  |  |       |  |  |                                         |  |  |                                           |  |
|                                                  |                                                | Francesca Conti                            | Vannola dell'Anguilara                      |  |  |       |  |  |                                         |  |  |                                           |  |
| Bonifacio Caetani, IV duca di Sermoneta          |                                                | Francesca Conti                            |                                             |  |  |       |  |  |                                         |  |  |                                           |  |
|                                                  |                                                | Onorato Caetani, I duca di Traetto         | Pietro Bernardino Caetani, conte di Traetto |  |  |       |  |  |                                         |  |  |                                           |  |
|                                                  |                                                | Onorato Caetani, I duca di Traetto         | Pietro Bernardino Caetani, conte di Traetto |  |  |       |  |  |                                         |  |  |                                           |  |
|                                                  |                                                | Onorato Caetani, I duca di Traetto         | Costanza Orsini                             |  |  |       |  |  |                                         |  |  |                                           |  |
| Beatrice Caetani d'Aragona                       |                                                | Onorato Caetani, I duca di Traetto         |                                             |  |  |       |  |  |                                         |  |  |                                           |  |
|                                                  |                                                | Lucrezia d'Aragona                         | Ferdinando I, re di Napoli                  |  |  |       |  |  |                                         |  |  |                                           |  |
|                                                  |                                                | Lucrezia d'Aragona                         | Ferdinando I, re di Napoli                  |  |  |       |  |  |                                         |  |  |                                           |  |
|                                                  |                                                | Lucrezia d'Aragona                         | Eulalia Ravignano                           |  |  |       |  |  |                                         |  |  |                                           |  |
| Enrico Caetani                                   |                                                | Lucrezia d'Aragona                         |                                             |  |  |       |  |  |                                         |  |  |                                           |  |
|                                                  | Lionello I Pio di Savoia, VII signore di Carpi | Alberto II Pio di Savoia, signore di Carpi |                                             |  |  |       |  |  |                                         |  |  |                                           |  |
|                                                  | Lionello I Pio di Savoia, VII signore di Carpi | Alberto II Pio di Savoia, signore di Carpi |                                             |  |  |       |  |  |                                         |  |  |                                           |  |
|                                                  | Lionello I Pio di Savoia, VII signore di Carpi | Agnese del Carretto                        |                                             |  |  |       |  |  |                                         |  |  |                                           |  |
| Alberto III Pio di Savoia, VIII signore di Carpi | Lionello I Pio di Savoia, VII signore di Carpi |                                            |                                             |  |  |       |  |  |                                         |  |  |                                           |  |
|                                                  |                                                | Caterina Pico                              | Gianfrancesco I Pico, conte di Concordia    |  |  |       |  |  |                                         |  |  |                                           |  |
|                                                  |                                                | Caterina Pico                              | Gianfrancesco I Pico, conte di Concordia    |  |  |       |  |  |                                         |  |  |                                           |  |
|                                                  |                                                | Caterina Pico                              | Giulia Boiardo                              |  |  |       |  |  |                                         |  |  |                                           |  |
| Caterina Pio di Savoia                           |                                                | Caterina Pico                              |                                             |  |  |       |  |  |                                         |  |  |                                           |  |
|                                                  |                                                | Franciotto Orsini                          | Orso Orsini, signore di Monterotondo        |  |  |       |  |  |                                         |  |  |                                           |  |
|                                                  |                                                | Franciotto Orsini                          | Orso Orsini, signore di Monterotondo        |  |  |       |  |  |                                         |  |  |                                           |  |
|                                                  |                                                | Franciotto Orsini                          | Constanza Savelli                           |  |  |       |  |  |                                         |  |  |                                           |  |
| Cecilia Orsini                                   |                                                | Franciotto Orsini                          |                                             |  |  |       |  |  |                                         |  |  |                                           |  |
|                                                  |                                                | Violante Orsini                            | Pierfrancesco Orsini, signore di Bomarzo    |  |  |       |  |  |                                         |  |  |                                           |  |
|                                                  |                                                | Violante Orsini                            | Pierfrancesco Orsini, signore di Bomarzo    |  |  |       |  |  |                                         |  |  |                                           |  |
|                                                  |                                                | Violante Orsini                            | Giulia Beccaria                             |  |  |       |  |  |                                         |  |  |                                           |  |
|                                                  |                                                | Violante Orsini                            |                                             |  |  |       |  |  |                                         |  |  |                                           |  |